# Jon Istad
Jon Istad (Voss, 29 de julio de 1937) es un deportista noruego que compitió en biatlón. Su hijo Sverre también es biatleta.
Participó en los Juegos Olímpicos de Grenoble 1968, obteniendo una medalla de plata en la prueba por relevos. Ganó siete medallas en el Campeonato Mundial de Biatlón entre los años 1962 y 1969.

## Palmarés internacional
| Juegos Olímpicos   | Juegos Olímpicos             | Juegos Olímpicos  | Juegos Olímpicos |
| Año                | Lugar                        | Medalla           | Prueba           |
| ------------------ | ---------------------------- | ----------------- | ---------------- |
| 1968               | Grenoble (Francia)           | Medalla de plata  | Relevos          |
| Campeonato Mundial |                              |                   |                  |
| Año                | Lugar                        | Medalla           | Prueba           |
| 1962               | Hämeenlinna (Finlandia)      | Medalla de bronce | Equipo           |
| 1963               | Seefeld (Austria)            | Medalla de bronce | Equipo           |
| 1966               | Garmisch-Partenkirchen (RFA) | Medalla de oro    | Individual       |
| 1966               | Garmisch-Partenkirchen (RFA) | Medalla de oro    | Relevos          |
| 1967               | Altenberg (RDA)              | Medalla de oro    | Relevos          |
| 1967               | Altenberg (RDA)              | Medalla de bronce | Inidvidual       |
| 1969               | Zakopane (Polonia)           | Medalla de plata  | Relevos          |